# Omar Ibn Al Faridh
Omar Ibn Al Faridh (1181 - 1234) was een Egytisch dichter. Hij is een van de grootste mystieke dichters van het soefisme uit de 12e eeuw. Hij is de auteur van Al Khamriya, een lofdicht op de wijn. Men mag niet vergeten dat de Bachische symboliek een van de belangrijkste bronnen is van de oude islamitische mystiek.
Een citaat luidt: "Hij die niet zat is geweest heeft hierbeneden niet geleefd. Hij heeft geen reden van bestaan, diegene die niet dood gegaan is van zijn zattigheid".